# Милош Хамовић
Милош Хамовић (Подгорица, 14. јануар 1933 — Београд, 21. април 1997) био је српски историчар специјализован за питања Другог светског рата, геноцида, холокауста и избеглиштва.

## Образовање
После гимназије, дипломирао је 1960. године на Филозофском факултету (Одсек за историју) у Сарајеву. Магистарски рад „Добровољачка војска Југославије у саставу оружаних снага НОП-а“ одбранио је 1976, а докторску дисертацију „Избјеглиштво у Босни и Херцеговини 1941–1945“ одбранио је 1992. на Филозофском факултету у Београду.

## Каријера
Био је запослен као кустос у Националном парку „Сутјеска“ на Тјентишту, директор Музеја у Фочи и директор Регионалног архива Фоча. У Музеју жртава геноцида у Београду радио је као кустос од 1995. до 1997. године.

## Одабрана дела
Монографије
- Добровољачка војска Југославије у саставу оружаних снага НОП-а, Музеј фочанског периода НОБ-е, Фоча; „Светлост“, Крагујевац; Музеј револуције Босне и Херцеговине, Сарајево, 1983.
- Избјеглиштво у Босни и Херцеговини: 1941-1945, „Филип Вишњић“, Београд, 1994.

Чланци
- „Социјална, полна и старосна структура погинулих бораца Народноослободилачке војске Југославије у бици на Сутјесци 1943. године“, Прилози, 1974.
- „Прилог проучавању броја избјеглица у Србији 1941-1945. године“, Екмечићев зборник, 1991.
- „О разликама у односу и третману усташке Независне Државе Хрватске и италијанског окупатора према Јеврејима у Босни и Херцеговини 1941-1945 - компарација“, Jewish studies, 1997. Такође и у: Јеврејство, антисемитизам и холокауст: зборник радова, 2013.
- „Избјеглиштво у Босни и Херцеговини у Другом свјетском рату и у рату 1991-1995.“, Други свјетски рат - 50 година касније: радови са научног скупа, Подгорица, 20—22. септембар 1995. Том 1, 1997.
- „Морбидне манипулације са жртвама Јасеновца“, Јасеновац, систем усташких логора смрти: саопштења са Округлог стола одржаног у Београду 23. 4. 1996., Музеј жртава геноцида и Институт за савремену историју, Београд, 1997.
- „О утицају избјеглиштва на демографију: посматраном у контексту миграција у Босни и Херцеговини 1941-1945. године“, Историјски записи, Подгорица, 1997.